# イーゴリ・アンドレエフ
イーゴリ・ヴァレリエヴィッチ・アンドレエフ（Igor Valerievich Andreev, ロシア語: Игорь Валерьевич Андреев, 1983年7月14日 - ）は、ロシア・モスクワ出身の男子プロテニス選手。ATPツアーでシングルス3勝、ダブルス1勝を挙げた。自己最高ランキングはシングルス18位、ダブルス59位。右利き、バックハンド・ストロークは両手打ち。赤土のクレーコートを得意にしたベースライン・プレーヤーである。

## 来歴
アンドレエフは7歳の時から、モスクワ市内にある「スパルタクラブ」でテニスを始めた。この名門クラブは、かつての女子の名選手だったオルガ・モロゾワがテニスコーチの夫とともに設立したものである。15歳の時、練習拠点をスペインのバレンシアに移した。2002年にプロ入り。2004年から男子テニス国別対抗戦デビスカップロシア代表選手に選ばれ、同年のアテネ五輪にも出場した。オリンピックでは、シングルスはチリのニコラス・マスーとの3回戦まで勝ち進んだが、ニコライ・ダビデンコと組んだダブルスは2回戦でイスラエルのジョナサン・エルリック/アンディ・ラム組に敗れた。オリンピックの後、アンドレエフとダビデンコはクレムリン・カップダブルスで、マヘシュ・ブパシ/ヨナス・ビョルクマン組を3-6, 6-3, 6-4で破って優勝した。
イーゴリ・アンドレエフは2005年4月、バレンシア・オープン決勝でダビド・フェレールを破り、男子ツアーのシングルスで初優勝を飾った。この年は男子ツアーでシングルス年間3勝を挙げ、2006年4月3日付で世界ランキングの自己最高位24位をマークした。しかし、2006年4月28日にアンドレエフは左膝軟骨損傷修復のための手術を受け、半年間の戦線離脱を余儀なくされた。その間に世界ランキングも降下し、2007年全仏オープンを迎えた時は125位まで落ちていた。この大会で、アンドレエフは4大大会男子シングルスで初めての好成績を出した。1回戦で第3シードのアンディ・ロディックを3-6, 6-4, 6-3, 6-4で破って波に乗り、4回戦でマルコス・バグダティスを破った。初めての準々決勝では、第6シードのノバク・ジョコビッチに3-6, 3-6, 3-6のストレートで敗れた。（この大会では、アメリカの男子選手9名がすべて1回戦敗退に終わったが、これはテニス4大大会史上40年ぶりの珍事と言われた。）
2008年全米オープンでは全米で初めて4回戦に進出。第2シードのロジャー・フェデラーとは最終第5セットまで戦ったが、結局7-6, 6-7, 3-6, 6-3, 3-6で敗れた。2009年ウィンブルドン選手権で初の4回戦進出があり、トミー・ハースに6-7, 4-6, 4-6のストレートで敗れた。
アンドレエフは2013年ウィンブルドン選手権男子シングルス1回戦でルカシュ・クボットに敗れた試合を最後に現役を引退した。

## ATPツアー決勝進出結果

### シングルス: 9回 (3勝6敗)
| 大会グレード                            |
| グランドスラム (0-0)                    |
| ATPワールドツアー・ファイナル (0-0)     |
| ATPワールドツアー・マスターズ1000 (0-0) |
| ATPワールドツアー・500シリーズ (0-0)    |
| ATPワールドツアー・250シリーズ (3–6)    |

| サーフェス別タイトル |
| ハード (0–1)         |
| クレー (2-5)         |
| 芝 (0-0)             |
| カーペット (1-0)     |

| 結果   | No. | 決勝日         | 大会         | サーフェス        | 対戦相手                 | スコア             |
| ------ | --- | -------------- | ------------ | ----------------- | ------------------------ | ------------------ |
| 準湯勝 | 1.  | 2004年7月12日  | グシュタード | クレー            | ロジャー・フェデラー     | 2–6, 3–6, 7–5, 3–6 |
| 準優勝 | 2.  | 2004年9月19日  | ブカレスト   | クレー            | ホセ・アカスソ           | 3–6, 0–6           |
| 優勝   | 1.  | 2005年4月4日   | バレンシア   | クレー            | ダビド・フェレール       | 6–3, 5–7, 6–3      |
| 優勝   | 2.  | 2005年9月26日  | パレルモ     | クレー            | フィリッポ・ボランドリ   | 0–6, 6–1, 6–3      |
| 準優勝 | 3.  | 2005年9月18日  | ブカレスト   | クレー            | フローラン・セラ         | 4–6, 3–6           |
| 優勝   | 3.  | 2005年10月10日 | モスクワ     | カーペット (室内) | ニコラス・キーファー     | 5–7, 7–6, 6–2      |
| 準優勝 | 4.  | 2006年1月16日  | シドニー     | ハード            | ジェームズ・ブレーク     | 2–6, 6–3, 6–7(3)   |
| 準優勝 | 5.  | 2008年7月13日  | グシュタード | クレー            | ビクトル・ハネスク       | 3–6, 4–6           |
| 準優勝 | 6.  | 2008年7月20日  | ウマグ       | クレー            | フェルナンド・ベルダスコ | 6–3, 4–6, 6–7(4)   |

### ダブルス: 2回 (1勝1敗)
| 結果   | No. | 決勝日         | 大会     | サーフェス        | パートナー           | 対戦相手                                | スコア        |
| ------ | --- | -------------- | -------- | ----------------- | -------------------- | --------------------------------------- | ------------- |
| 優勝   | 1.  | 2004年10月18日 | モスクワ | カーペット (室内) | ニコライ・ダビデンコ | マヘシュ・ブパシ ヨナス・ビョルクマン   | 3–6, 6–3, 6–4 |
| 準優勝 | 1.  | 2005年10月17日 | モスクワ | カーペット (室内) | ニコライ・ダビデンコ | マックス・ミルヌイ ミハイル・ユージニー | 1–6, 1–6      |

## 4大大会シングルス成績
略語の説明
| W | F | SF | QF | #R | RR | Q# | LQ | A | Z# | PO | G | S | B | NMS | P | NH |

W=優勝, F=準優勝, SF=ベスト4, QF=ベスト8, #R=#回戦敗退, RR=ラウンドロビン敗退, Q#=予選#回戦敗退, LQ=予選敗退, A=大会不参加, Z#=デビスカップ/BJKカップ地域ゾーン, PO=デビスカップ/BJKカッププレーオフ, G=オリンピック金メダル, S=オリンピック銀メダル, B=オリンピック銅メダル, NMS=マスターズシリーズから降格, P=開催延期, NH=開催なし.
| 大会           | 2003 | 2004 | 2005 | 2006 | 2007 | 2008 | 2009 | 2010 | 2011 | 2012 | 2013 | 通算成績 |
| -------------- | ---- | ---- | ---- | ---- | ---- | ---- | ---- | ---- | ---- | ---- | ---- | -------- |
| 全豪オープン   | A    | 1R   | 2R   | 3R   | 1R   | 3R   | 3R   | 1R   | 2R   | LQ   | A    | 8–8      |
| 全仏オープン   | LQ   | 4R   | 3R   | A    | QF   | 2R   | 3R   | A    | 2R   | 1R   | LQ   | 13–7     |
| ウィンブルドン | A    | 2R   | 3R   | A    | 1R   | 2R   | 4R   | 1R   | 2R   | 2R   | 1R   | 9–9      |
| 全米オープン   | A    | 1R   | 2R   | A    | 2R   | 4R   | 1R   | 2R   | 2R   | 1R   | A    | 7–8      |